# بيرو (فيلسوف)
بيرّو أو بيرْون (باللاتينية: Πύρρων) هو فيلسوف يوناني توفي عام 275 ق، م. يُعتبر مؤسّس مذهب الشك الذي نُسب إليه فعُرف بـ البيرووية. هو من مدرسة الفلسفة الشرقية، اشتهر بآنه أول فيلسوف شك اغريقي، ملهم المدرسة الفلسفية التي انشئها أنيسيديموس في القرن الميلادي الأول. ومن أشهر مقولاته: 
بالنسبة له، لا يمكن تحريد الفروقات بين الاخلاقيات؛ اذ لا يمكن قياس توازنها كما انها غير موحدة ومتغيرة. وعليه، لا يمكن لحواسنا أو مفاهيمنا أو ادراكنا ان يحدد حقيقتها بشكل مطلق لذلك لا يجب الاعتماد عليهم لتحديدها. لذلك، علينا ان نكون غير منحازين لافكارنا (adoxastous) وغير منحازين لجهة أو أخرى (akilines) وغير معارضين لتغير افكارنا والقبول بها (akradantous). ويبدو ان هذه المباديء الثلاث مشابهة لقوانين الديانة البوذية الثلاث لذلك يعتقد العلماء ان بيرو تعلمهم خلال اقامته في الهند.